# Jack Oosterlaak
Jack Oosterlaak, född 15 januari 1896 i Wellington i Västra Kapprovinsen, död 5 juni 1968 i Pretoria, var en sydafrikansk friidrottare.
Oosterlaak blev olympisk silvermedaljör på 4 x 400 meter vid sommarspelen 1920 i Antwerpen.